# Dubbelbandarassari
De dubbelbandarassari (Pteroglossus pluricinctus) is een vogel uit de familie Ramphastidae (toekans).

## Verspreiding en leefgebied
Deze soort komt voor in het noordwestelijk Amazonebekken van noordoostelijk Colombia tot zuidelijk Venezuela, noordoostelijk Peru en noordwestelijk Brazilië.

## Status
De grootte van de populatie is niet gekwantificeerd maar de soort wordt omschreven als niet algemeen voorkomend. Op de Rode lijst van de IUCN heeft deze soort de status niet bedreigd.